# Alf Munthe
Alf Munthe, född 8 maj 1892 i Katarina församling, Stockholm, död 20 december 1971 i Leksand, var en svensk målare och textilkonstnär. Han var son till Åke Munthe och Louise, ogift Munthe.

## Biografi
Munthe studerade ett år vid Konsthögskolan och vidtog därefter omfattande studieresor. Han utförde landskapsmålningar och interiörer i en vek impressionism. 1916 skapade han takmålningarna i Restaurangen Blå porten vid Liljevalchs konsthall. Omkring 1920 var Munthe redan uppmärksammad ung målare, främst med akvareller från Stockholms utkanter och skärgården. Det var under sin första Parisresa 1920 som han på allvar kom att intressera sig för den textila konsten. Han hade dock redan 1911 vistats ett antal månader hos sin farbror, den norske textilkonstnären Gerhard Munthe, och då tagit intryck av denne.
Munthe gjorde textil utsmyckning till biografen Skandia i Stockholm för Gunnar Asplund 1923 samt för Konserthuset i Stockholm, invigt 1926 och utförde samma år dekorationerna för svenska avdelningen vid konstindustriutställningen i Paris. Han var verksam för Handarbetets Vänner från 1930-talet. Han drev textilverkstaden Lekattgårdens vävateljé i Leksand 1951–1971, tillsammans med Greta Gahn, som han redan på 1930-talet inledde ett samarbete med. Han gjorde dessutom monumentala textilier för kyrkliga miljöer, till exempel altarbonaden Ljus mot ljus för Skövde krematorium 1947.
Han gifte sig 1917 med konstnären Torun Munthe (1891–1993). De fick barnen Anna (född 1919), Elisabet (1922–2009), Siger (1923–2001) och konstnären Astrid Munthe de Wolfe (född 1926). Genom den sistnämnda blev han morfar till musikern Lorne de Wolfe. Munthe finns representerad vid bland annat Nationalmuseum i Stockholm.